# نوع
نوع یا گونه، در منطق مفهومی کلی است که بر تمام اجزای مشترک و مختص ذات و ماهیت افرادی مشتمل باشد که بین آن‌ها اختلاف ذاتی وجود ندارد و تفاوت آن‌ها تنها در امور عرضی است.
مانند «چنار»، «بید»، «نارون» و «مو» هر یک نوع هستند، زیرا اختلاف ذاتی بین آن‌ها نیست و اختلاف در اوصاف عرضی است که باعث بازشناختن آن‌ها از یک‌دیگر می‌شود.